# كاميلا غونزاليس
كاميلا غونزاليس هي عارضة كندية، ولدت في 7 يوليو 1997 في كالي في كولومبيا.